# Friedrich Heither
Friedrich Heinz Heither (* 9. März 1934) ist ein deutscher Jurist und ehemaliger Vorsitzender Richter am Bundesarbeitsgericht.

## Leben
Heither studierte von 1954 bis 1958 Rechtswissenschaften und Volkswirtschaftslehre an der Albert-Ludwigs-Universität in Freiburg im Breisgau. Im Jahre 1964 wurde er mit einer Arbeit  zum Thema „Das kollektive Arbeitsrecht der Schweiz“ promoviert.
Von 1964 bis 1973 war er  Richter am Arbeitsgericht Ulm. Im Jahre 1974 wurde er zum  Richter  am Bundesarbeitsgericht in Kassel ernannt. Von 1987 bis 1999 war er Vorsitzender Richter des Ruhegeldsenats. Er ist Mitautor des „Fitting“ (Standardkommentar zum Betriebsverfassungsrecht). Verfasser zahlreicher Beiträge in Zeitschriften und Festschriften. Mitautor eines Kommentars zum Arbeitsgerichtsgesetz.
Seit 1999 ist Heither als Rechtsanwalt in einer Berliner Kanzlei tätig.

## Schriften
- Das kollektive Arbeitsrecht der Schweiz. Freiburg i. B., 1964.